# Walter Egan
Walter Eugene Egan (Chicago, 2 giugno 1881 – Monterey, 12 settembre 1971) è stato un golfista statunitense.

## Carriera
Egan partecipò ai Giochi olimpici di Saint Louis 1904, dove vinse una medaglia d'oro nel torneo a squadre. Nella stessa Olimpiade, prese parte al torneo individuale, in cui fu sconfitto ai sedicesimi di finale da Albert Lambert.
Era il cugino di Chandler Egan, anch'egli golfista.

## Palmarès
In carriera ha conseguito i seguenti risultati:
- Giochi olimpici

St. Louis 1904: una medaglia d'oro nel torneo a squadre.